# Bárdos Artúr
Bárdos Artúr, született Bárdos Henrik Artúr (Budapest, 1882. április 2. – Buffalo, Egyesült Államok, 1974. augusztus 10.) magyar színházi rendező, rádiós és filmrendező, esztéta, egyetemi magántanár, színházi író, költő, dramaturg, publicista. A Színjáték szakfolyóirat alapítószerkesztője, az 1932–1938 között működő Művész Színház és – 1917-től kisebb-nagyobb megszakításokkal, közel három évtizeden át – a Belvárosi Színház alapítóigazgatója.

## Élete

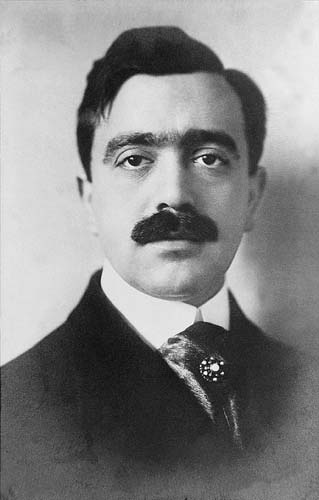
Bárdos Artúr az 1910-es években

Budapesten született Bárdos (Burstein) Károly (1857–1915) és Brachfeld Vilma (1862–1935) gyermekeként izraelita családban. Unokahúga volt Beck Judit festőművész, grafikus. A Budapesti Tudományegyetemen jogot végzett. Pályafutását újságíróként kezdte (Pesti Napló, Egyetértés, Budapesti Hírlap). 1909-ben Max Reinhardt asszisztense volt. Egy évvel később Színjáték című rövid életű színházi és zenei hetilapot alapított, és rendszeresen jelentek meg írásai a Nyugat-ban is. 1911-ben a Feld Irén vezette Kamarajátékok rendezője volt.
Szabadkőművesnek a budapesti Eötvös páholy vette fel 1910-ben, majd a Budapest páholy alapító tagja és szónoka lett 1912-től.
1912-ben Révész Béla íróval megalapította a csupán két hónapot megélt Új Színpadot. 1914. június 9-én Budapesten, a Terézvárosban feleségül vette Brachfeld Vilmát, Brachfeld Sándor kereskedő és Ausländer Antónia lányát. 1915-ben megkapta az Andrássy úti Modern Színpad igazgatását, ahol Kabarét vezetett. Egy év alatt felvirágoztatta a színházat, ezért a bérlő-tulajdonos egy újabb színházat nyitott, melynek – „jutalomként” – szintén ő lett a vezetője 1916-tól. A helyiség később Belvárosi Színház néven vált ismertté. Az első világháború után az anyagi nehézségek kiküszöbölésére a tulajdonossal és másik két – majd három – igazgatóval kartellt alapítottak, azonban pozícióját lassanként elvesztette. Így – szakítva az addig vezetett színházakkal – 1921–1926 között egy új, a Renaissance Színház alapítóigazgatója lett. De 1925-ben ismét a Belvárosi Színháznál is dolgozott, ám csak rövid ideig. Leváltása után a Nagymező utcai, saját tőkéjén alapított színház helyiségét is visszakövetelik mozinak. 

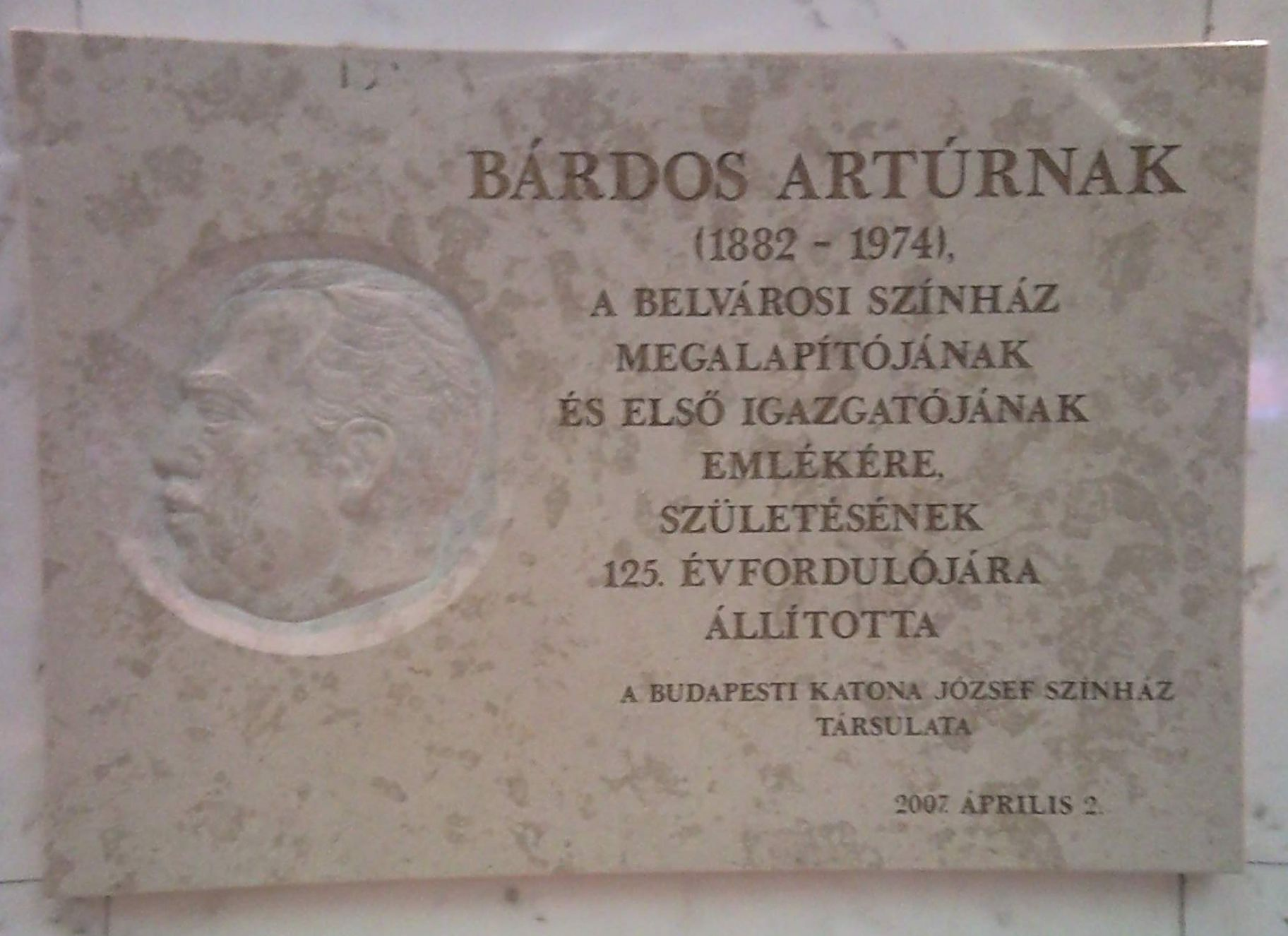
Emléktáblája a Katona József Színház előcsarnokában

1926–1930 között Berlinben élt, ahol megalapította a Theater in Palmenhaus nevű, magas színvonalon működő színházat, amely azonban csődbe ment. Ezután újra Budapestre költözött. 1932-ben ismét elfoglalta a Belvárosi Színház igazgatói székét. 1936-ban kirobbanó színházi sikert aratott George Bernard Shaw Szent Johanna című művének bemutatásával, Bulla Elmával a főszerepben. Még ebben az évben megvásárolta a csődbe ment Fővárosi Operettszínházat, és némi átalakítással, felújítással újra életre kelt a Művész Színház és „Világirodalmi ciklusa”, azonban mellette, vele együtt az operett is. 1938-tól és a háború alatt származása miatt félreállították. 1942–43-ban így megírta két ezzel kapcsolatos könyvét Játék a függöny mögött és A színház műhelytitkai címmel. Egyik fia, Bárdos József (1916–1944) orvos a holokauszt áldozata lett.
1945-ben tagja lett a Magyarországi Szociáldemokrata Pártnak. 1945–1948 között újra a Belvárosi Színház első embere lett. A kezdetben magántőkével fenntartott színházát 1946-ban a főváros vette át, s bár eleinte ellenszenvet váltott ki ezzel, döntése mégis a színház megmaradását eredményezte, és műsorpolitikájával is szolgálni tudta az új idők új elvárásait. 
1948-ban kinevezték a Pázmány Péter Tudományegyetem magántanárává, ahol színháztudományi előadásokat tervezett. Ám még ugyanebben az évben, miután a – színház élére a főváros által – kinevezett bizottság Ilja Ehrenburg Oroszlán a piactéren című művének előadására kötelezte, eladta a színházat, és az USA-ba utazott a fiához. 
Az Amerika Hangja és a Szabad Európa Rádió munkatársaként hangjátékokat rendezett, és színházi tárgyú írásokat olvasott fel. 1967–ben Amerikában kiadta utolsó művét: az „Alkonyat” című verseskötetét. 1974. augusztus 10-én, 92 évesen hunyt el Buffalóban. Egy évvel később végakaratának megfelelően Budapesten, a Farkasréti temetőben helyezték örök nyugalomra.

## Rendezései
- August Strindberg: Hattyúvér
- Fernand Crommelynck: Csodaszarvas
- Paul Géraldy: Szeretni
- Jean Sarment: Árnyhalász
- Zilahy Lajos: Tűzmadár
- Meller Rózsi: Irja hadnagy
- Arisztophanész: Lüzisztraté
- George Bernard Shaw: Szent Johanna
- William Shakespeare: A velencei kalmár, Rómeó és Júlia
- Szathmári Jenő: Én voltam

## Művei
- Két ösvény (versek, Singer és Wolfner, Budapest, 1903)
- Az új színpad (Nyugat, Budapest, 1911)
- Charles Kotász [Károly Kotász] (G. Bardi, Roma, 1931)
- Uralkodók és komédiások (Nyugat Kiadó és Irodalmi Rt. Budapest, 1936)
- Játék a függöny mögött (Fülöp Zoltán, Gara Zoltán, Herquet Rezső, Márkus László díszletterveivel és Kolozsváry Sándor rajzaival, Vajna és Bokor, Budapest, 1942)
- A színház műhelytitkai (Stílus, Budapest, 1943)
- Alkonyat. Bárdos Artúr újabb versei (Magyar Helikon, Buffalo, 1967)

## Műfordításai
- Maurice Maeterlinck: Aglavaine és Sélysette (dráma, 1911)
- Jean Sarment: Az árnyhalász (dráma, 1923)
- Delacroix naplója; ford., bev. Bárdos Artúr; Officina, Budapest, 1942 (Officina könyvtár)